# Антоновка (Коротковичский сельсовет)
Антоновка (бел. Антонаўка) — деревня в Коротковичском сельсовете Жлобинского района Гомельской области Белоруссии.
На западе республиканский ландшафтный заказник «Выдрица».

## География

### Расположение
В 23 км на юго-запад от Жлобина, в 2 км от железнодорожной станции Ящицы (на линии Жлобин — Калинковичи), в 84 км от Гомеля.

## Транспортная сеть
Транспортные связи по просёлочной, а затем автомобильной дороге Доброгоща — Жлобин. Планировка состоит из короткой прямолинейной, близкой к широтной ориентации улицы, с севера к ней присоединяется вторая короткая улица. Застройка двусторонняя, неплотная, деревянная, усадебного типа.

## История
Согласно письменным источникам известна с XIX века. В 1897 году недалеко находился одноимённый фольварк. В 1931 году организован колхоз «Красный апрель». Во время Великой Отечественной войны подпольная группа вошла в состав партизанского отряда «Смерть фашизму», действовавшего с октября 1942 года. Оккупанты полностью сожгли деревню и убили 112 жителей. В боях за деревню и окрестность погиб 171 солдат и 2 партизана (похоронены в братской могиле на северо-восточной окраине). 49 жителей погибли на фронтах и в партизанской борьбе. Непродолжительное время в мае 1944 года в деревне размещался полевой госпиталь советских войск. Согласно переписи 1959 года в составе колхоза «Родина» (центр — деревня Коротковичи).

## Население

### Численность
- 2004 год — 19 хозяйств, 28 жителей.

### Динамика
- 1897 год — 33 двора, 212 жителей (согласно переписи).
- 1925 год — 53 двора.
- 1940 год — 93 двора, 402 жителя.
- 1959 год — 239 жителей (согласно переписи).
- 2004 год — 19 хозяйств, 28 жителей.

## Достопримечательность
- Братская могила советских воинов и партизан
- Памятник партизанскому отряду «Смерть фашизму»